# Ross Lynch
Ross Shor Lynch (ur. 29 grudnia 1995 w Littleton) – amerykański aktor, piosenkarz, instrumentalista i tancerz, najbardziej znany z produkcji Disney Channel takich jak Austin i Ally, Teen Beach Movie Teen Beach 2 czy My Friend Dahmer.

## Życiorys
Urodził się i wychował w Littleton w stanie Kolorado jako czwarte z pięciorga dzieci Stormie i Marka Lyncha. Dorastał z siostrą Rydel (ur. 9 sierpnia 1993) oraz braćmi – Rikerem (ur. 8 listopada 1991), Rockym (ur. 1 listopada 1994) i Rylandem (ur. 17 kwietnia 1997). Kształcił się w domu od czwartej klasy, kiedy nauczył się śpiewać i grać na gitarze i fortepianie. Lynch jest kuzynem drugiego stopnia Dereka Hougha i Julianne Hough, a ich babki ze strony matki są siostrami. W 2007 Lynch i jego rodzina przeprowadzili się do Los Angeles.
W 2009 powstał zespół R5, który współtworzył wraz z braćmi Rikerem i Rockym oraz siostrą Rydel, a także Ellingtonem Ratliffem.
W 2012 powodzeniem cieszyły się jego piosenki: „A Billion Hits”, „Heard It on the Radio” i „Can You Feel It”, pochodzące z sitcomu Disney Channel Austin i Ally, gdzie w latach 2011–2016 grał postać Austina Monikę Moona, dziewiętnastoletniego piosenkarza, który stał się internetową sensacją.
W 2013 wydał wraz z zespołem R5 pierwszy pełny album Louder.
W 2016 wystąpił jako Mark Anthony w musicalu Chór (A Chorus Line) w Hollywood Bowl.
W 2018 wraz z bratem Rockym stworzyli zespół The Driver Era.

## Filmografia

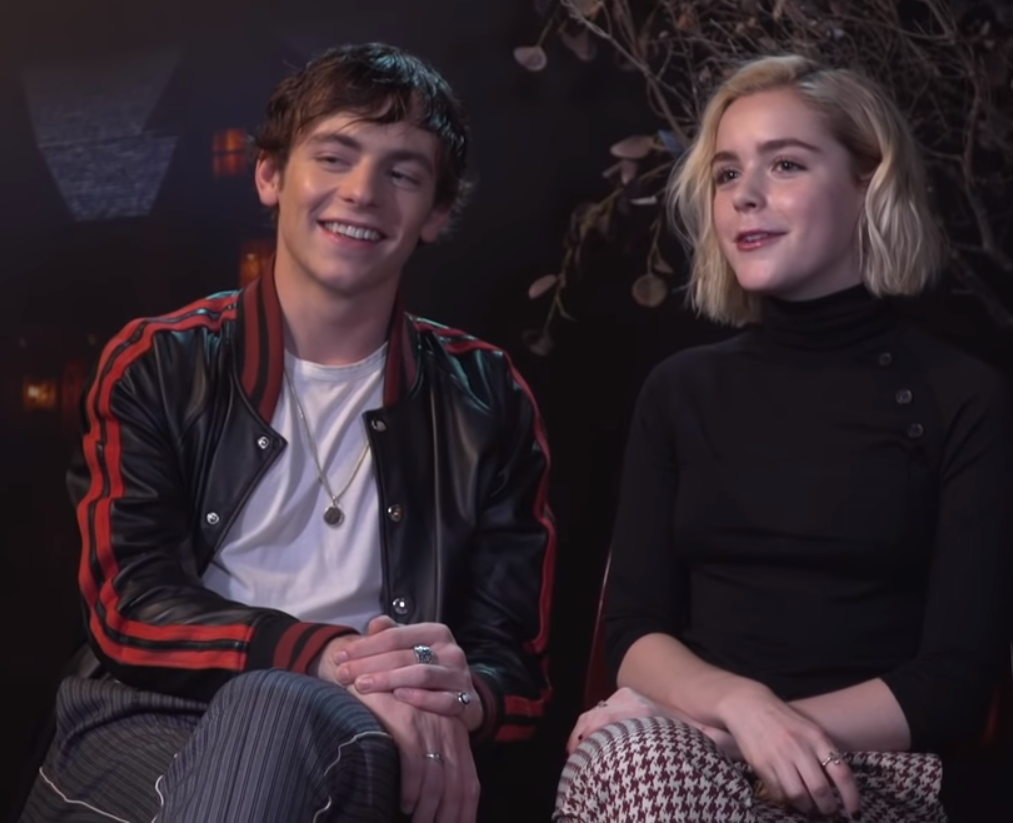
Ross Lynch i Kiernan Shipka

### Filmy
- 2010: Grapple! (film krótkometrażowy) jako Aaron
- 2013: Muppety: Poza prawem jako młody Florist
- 2013: Teen Beach Movie jako Brady
- 2015: Teen Beach 2 jako Brady
- 2017: My Friend Dahmer jako Jeffrey Dahmer
- 2018: Status Update jako Kyle Moore

### Seriale TV
- 2009: Moises Rules! jako on sam
- 2011–2016: Austin i Ally jako Austin Moon
- 2012: Jessie jako Austin Moon
- 2015: Dziewczyna poznaje świat jako Austin Moon (w odcinku 18 sezon 2)
- 2015: Violetta jako on sam
- 2018-2020: Chilling Adventures of Sabrina jako Harvey Kinkle